# 阿尔讷
阿尔讷（法語：Harnes，法語發音：[aʁn]），法国北部城市，上法兰西大区加来海峡省的一个市镇，隶属于朗斯区，其市镇面积为10.76平方公里，2022年1月1日时人口数量为12,264人，在法国城市中排名第806位。
阿尔讷位于加来海峡省东北部，朗斯运河畔，是法国北部-加来海峡矿区的组成部分。

## 地名来源
阿尔讷的地名来源尚存在争议，“Harnes”一名可能出自日耳曼语“Hern”，意为“荒地”；亦可能出自弗拉芒语“Hearn”或“Harn”，意为“沼泽”。

## 历史

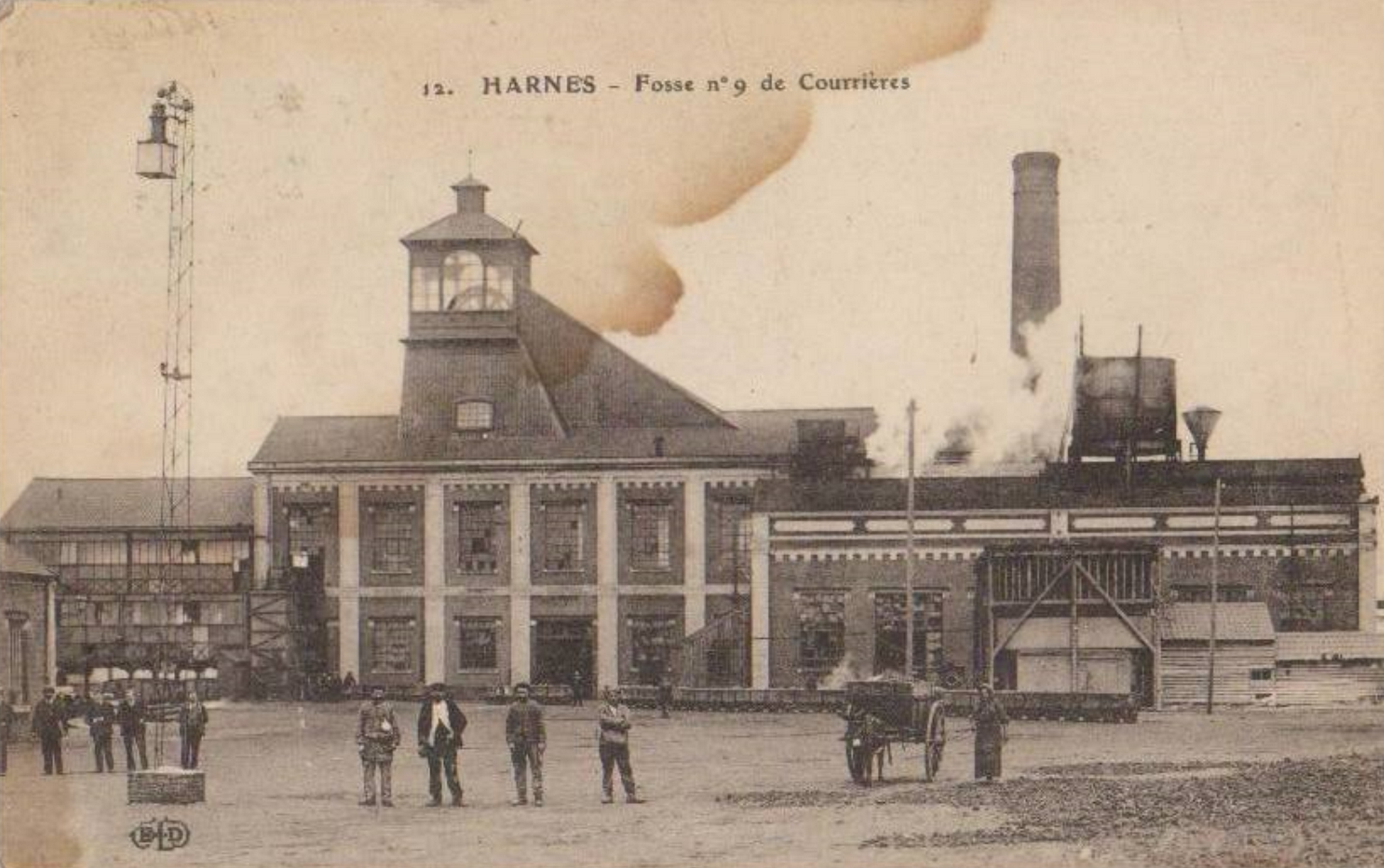
20世纪初阿尔讷境内的一处矿井

阿尔讷的早期历史尚不清楚，该地在古典时期就已出现人类活动，中世纪中期当地领主获得伯爵爵位。963年，阿尔讷成为根特圣伯多禄修道院的一处领地。法国大革命后，阿尔讷成为加来海峡省的一个市镇。工业革命期间，阿尔讷所处的北部-加来海峡地区发现煤炭资源并得到大规模开采，阿尔讷境内亦出现多处矿井。工业发展使得阿尔讷的人口数量逐年增加，1864年，当地民间创建了一支交响乐团。一战期间，大批阿尔讷青年曾加入法军参与战斗，战后当地民间于1925年在阿尔讷创建了战争博物馆。二战期间，阿尔讷境内曾出现多个抵抗运动团体。1972年，阿尔讷战争博物馆被当地政府接收并扩建成为历史建筑博物馆。自1973年起，阿尔讷成为阿尔讷县的县治。

## 地理

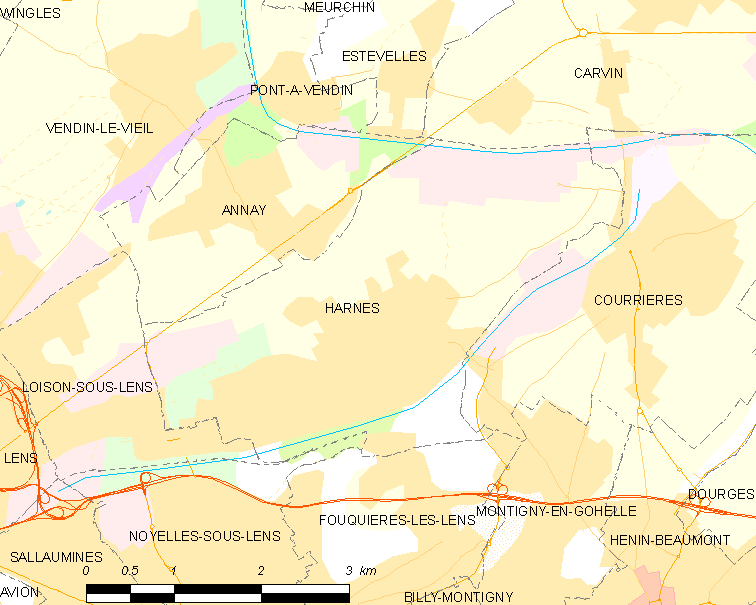
阿尔讷市镇范围地图

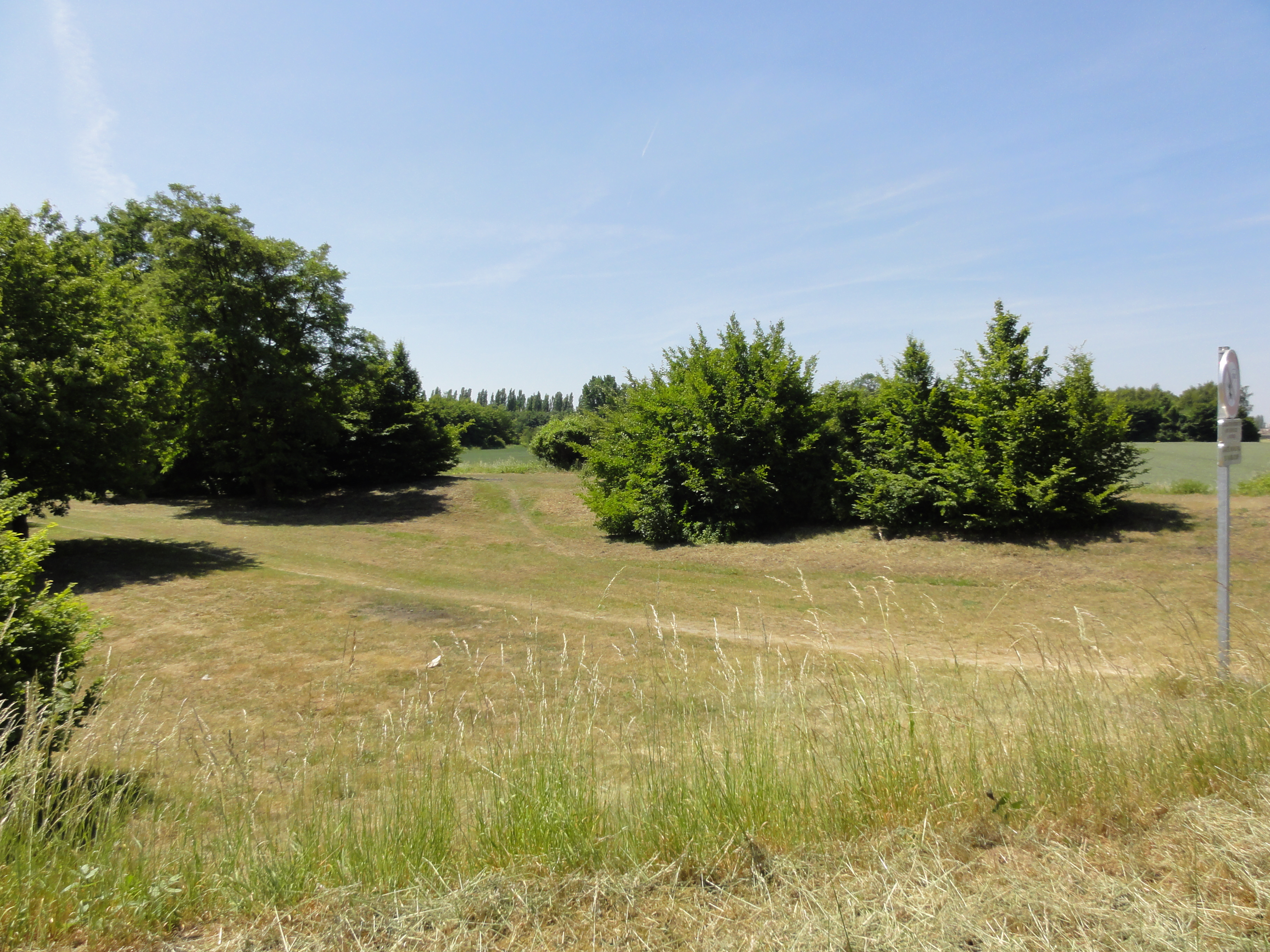
阿尔讷境内的一处矿场遗址

阿尔讷位于法国北部，上法兰西大区北部和加来海峡省东北部，距离省会阿拉斯大约25公里。与阿尔讷接壤的市镇包括：阿奈、卡尔万、库里耶尔、富基耶尔莱朗斯、卢瓦松苏朗斯和努瓦耶勒苏朗斯。

### 地形
阿尔讷位于北部-加来海峡平原腹地，境内以平原为主，市镇中心地势较为平坦，全境海拔在20到44米之间，此外市区北部还有一处海拔122米的尾矿山，被称为“Fort Louis”。

### 水文
人工开凿的朗斯运河从阿尔讷市镇南部经过。

### 植被
阿尔讷属于温带阔叶混交林区，林地多分布于河流及废弃的矿场附近，运河南岸的弗洛里蒙树林（Bois de Florimond）亦为阿尔讷的市镇管辖范围。
在鲜花城市的评比中，阿尔讷暂未被评级。

### 气候
阿尔讷在柯本气候分类法中属于温带海洋性气候（Cfb）。
距离阿尔讷最近的常年气象站位于里尔机场，以下为该气象站的数据：
| 里尔机场 1973年－2023年 | 里尔机场 1973年－2023年 | 里尔机场 1973年－2023年 | 里尔机场 1973年－2023年 | 里尔机场 1973年－2023年 | 里尔机场 1973年－2023年 | 里尔机场 1973年－2023年 | 里尔机场 1973年－2023年 | 里尔机场 1973年－2023年 | 里尔机场 1973年－2023年 | 里尔机场 1973年－2023年 | 里尔机场 1973年－2023年 | 里尔机场 1973年－2023年 | 里尔机场 1973年－2023年 |
| 月份                    | 1月                     | 2月                     | 3月                     | 4月                     | 5月                     | 6月                     | 7月                     | 8月                     | 9月                     | 10月                    | 11月                    | 12月                    | 全年                    |
| ----------------------- | ----------------------- | ----------------------- | ----------------------- | ----------------------- | ----------------------- | ----------------------- | ----------------------- | ----------------------- | ----------------------- | ----------------------- | ----------------------- | ----------------------- | ----------------------- |
| 历史最高温 °C（°F）     | 15.2 (59.4)             | 19 (66)                 | 24.8 (76.6)             | 27.9 (82.2)             | 31.7 (89.1)             | 34.8 (94.6)             | 41.5 (106.7)            | 37.1 (98.8)             | 35.1 (95.2)             | 27.8 (82.0)             | 20.3 (68.5)             | 16.1 (61.0)             | 41.5 (106.7)            |
| 平均高温 °C（°F）       | 6 (43)                  | 6.9 (44.4)              | 10.6 (51.1)             | 14.1 (57.4)             | 17.9 (64.2)             | 20.6 (69.1)             | 23.3 (73.9)             | 23.3 (73.9)             | 19.7 (67.5)             | 15.2 (59.4)             | 9.8 (49.6)              | 6.4 (43.5)              | 14.5 (58.1)             |
| 日均气温 °C（°F）       | 3.6 (38.5)              | 4.1 (39.4)              | 7.1 (44.8)              | 9.7 (49.5)              | 13.4 (56.1)             | 16.2 (61.2)             | 18.6 (65.5)             | 18.4 (65.1)             | 15.4 (59.7)             | 11.6 (52.9)             | 7.1 (44.8)              | 4.2 (39.6)              | 10.8 (51.4)             |
| 平均低温 °C（°F）       | 1.2 (34.2)              | 1.3 (34.3)              | 3.6 (38.5)              | 5.4 (41.7)              | 8.9 (48.0)              | 11.7 (53.1)             | 13.8 (56.8)             | 13.6 (56.5)             | 11.2 (52.2)             | 8.1 (46.6)              | 4.4 (39.9)              | 1.9 (35.4)              | 7.1 (44.8)              |
| 历史最低温 °C（°F）     | −19.5 (−3.1)            | −17.8 (0.0)             | −10.5 (13.1)            | −4.7 (23.5)             | −2.3 (27.9)             | 0 (32)                  | 3.4 (38.1)              | 3.9 (39.0)              | 1 (34)                  | −4.4 (24.1)             | −7.8 (18.0)             | −17.3 (0.9)             | −19.5 (−3.1)            |
| 平均降水量 mm（）       | 60.5 (2.38)             | 47.4 (1.87)             | 58.3 (2.30)             | 50.7 (2.00)             | 64 (2.5)                | 64.6 (2.54)             | 68.5 (2.70)             | 62.8 (2.47)             | 61.6 (2.43)             | 66.2 (2.61)             | 70.1 (2.76)             | 67.8 (2.67)             | 742.5 (29.23)           |
| 月均日照時數            | 65.5                    | 70.7                    | 121.1                   | 172.2                   | 193.9                   | 206                     | 211.3                   | 199.5                   | 151.9                   | 114.4                   | 61.4                    | 49.6                    | 1,617.5                 |
| 来源：infoclimat.fr     |                         |                         |                         |                         |                         |                         |                         |                         |                         |                         |                         |                         |                         |

## 行政区划
阿尔讷的市镇编号为62413，邮政编号为62440。
在行政管理方面，阿尔讷隶属于法国上法兰西大区加来海峡省朗斯区；在地方选举方面，阿尔讷是阿尔讷县的中央投票站所在地，其市镇范围全境被划入加来海峡省第三选区；在社会管理方面，阿尔讷是朗斯-列万城市圈公共社区的组成部分。
阿尔讷市镇被划为四个街区，并实行街区自治制度。截至2024年10月，阿尔讷市镇范围内暂无城市敏感街区；当地的贝勒维街区（Cité Bellevue）为城市政策优先街区。
法国国家统计与经济研究所（简称“INSEE”）在进行数据统计时，将阿尔讷及相邻的另外66个市镇设为杜埃-朗斯城市核心区，并将包括核心区在内的周边共103个市镇划为杜埃-朗斯城市区。自2020年起，杜埃-朗斯城市区被撤销，阿尔讷被划入包含50个市镇的朗斯-列万城市辐射区代替。此外，INSEE还将阿尔讷市镇分为了七个“块区”（IRIS），以便于统计人口分布情况。

## 交通

### 公路
加来海峡省省道D39线、D162E1线、D917线和D919E1线在阿尔讷境内交汇。
| 15 | 3 |

| 阿拉斯 | 27 |

| 朗斯 | 6 |

| 埃南-博蒙 | 6.3 |

2021年，73.7%的阿尔讷家庭拥有至少一辆私人汽车。2022年，阿尔讷境内共发生各类交通事故2起，造成2人重伤。

### 铁路

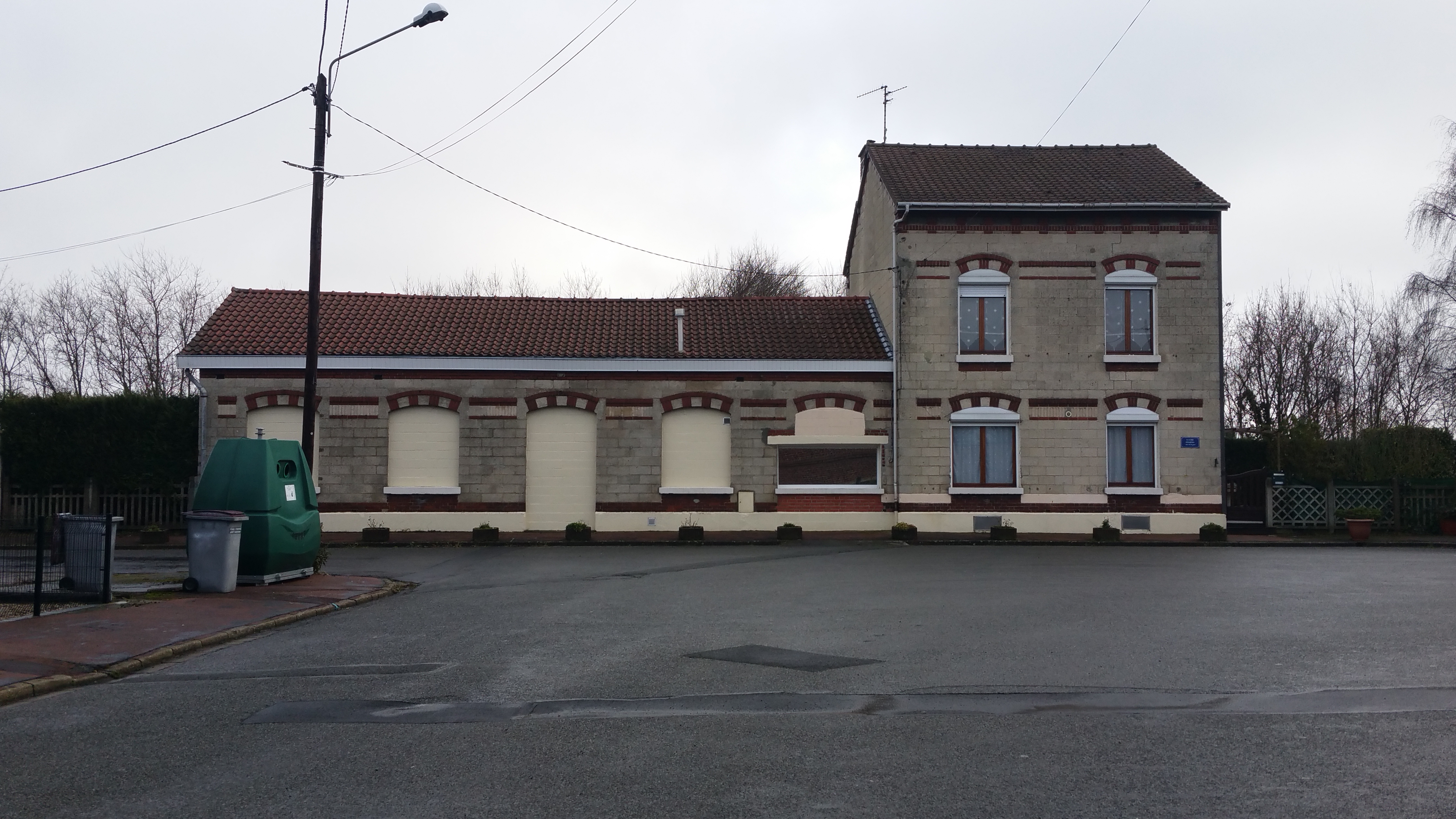
废弃的阿尔讷火车站

阿尔讷位于埃南-博蒙—博万-普罗万铁路上，该铁路已废弃。
距离阿尔讷最近的运营中的客运铁路车站为3.5公里外的卢瓦松苏朗斯站，该站停靠往返于里尔和朗斯一线的区域列车。

### 航空
阿尔讷距离里尔机场的公路里程大约24公里。

### 城市公共交通
阿尔讷是朗斯-贝蒂讷公交（商业名称为“Tadao”）的服务覆盖范围。截至2024年10月，该系统共包括数十条公交线路，其中公交bulle5线、27路和33路经过了阿尔讷市区。

## 政治

### 市政内阁

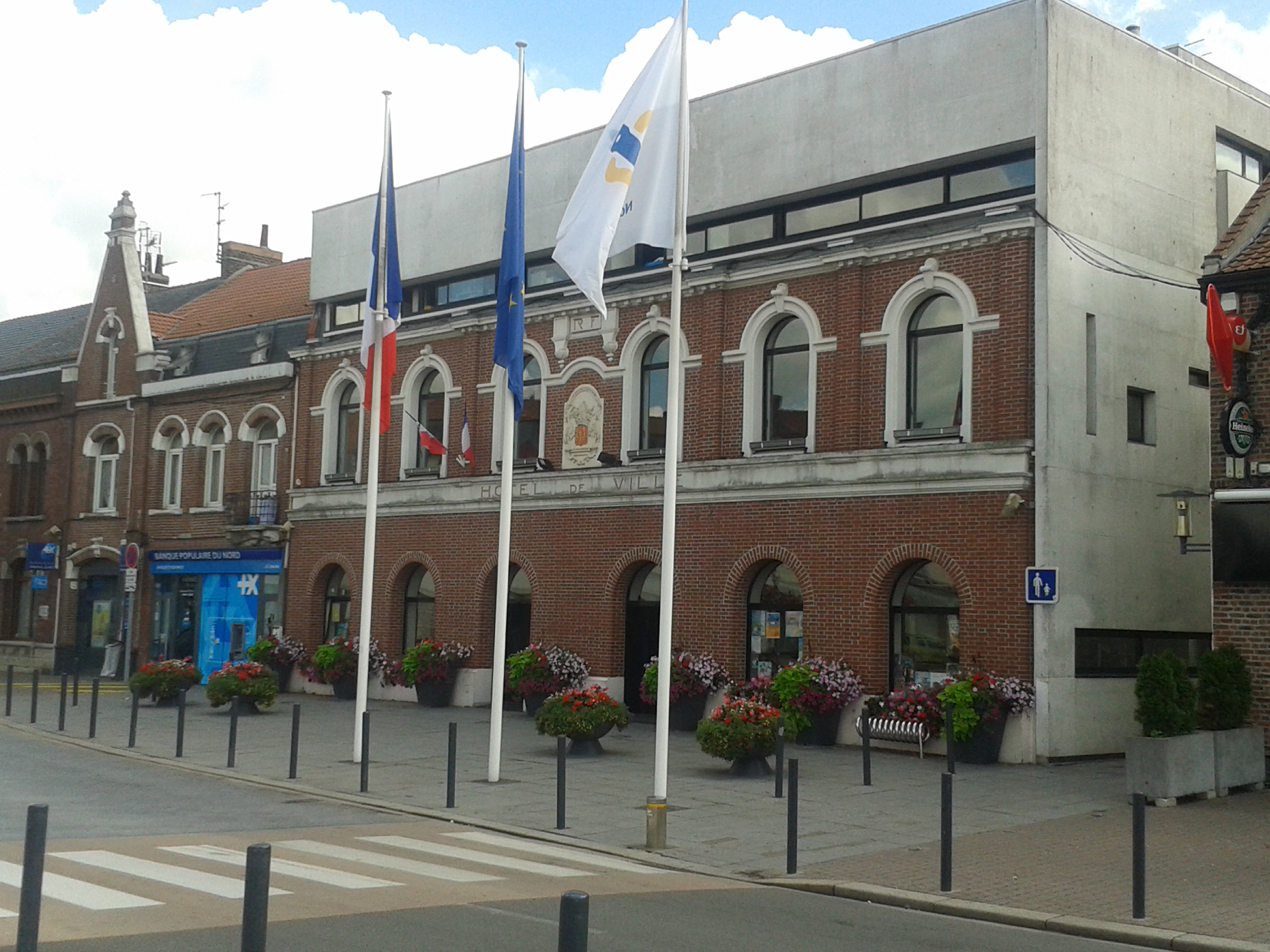
阿尔讷市政厅

阿尔讷的现任市长为菲利普·迪克努瓦先生（Philippe DUQUESNOY），他是一名左翼无党派人士，在2020年的市政选举中获得了52.40%的支持率。
| 阿尔讷历届市长 | 阿尔讷历届市长                     | 阿尔讷历届市长              |
| 任期           | 市长                               | 党派                        |
| -------------- | ---------------------------------- | --------------------------- |
| 1944年－1959年 | Henri DELATTRE 亨利·德拉特尔       | PCF法国共产党               |
| 1959年－1965年 | Jean LAVILLE 让·拉维尔             | 不详                        |
| 1965年－1972年 | Francis RAINGUEZ 弗朗西斯·兰盖     | PCF法国共产党               |
| 1972年－1991年 | André BIGOTTE 安德烈·比戈特        | PCF法国共产党               |
| 1991年－2008年 | Yvan DRUON 伊万·德吕翁             | PCF法国共产党               |
| 2008年－       | Philippe DUQUESNOY 菲利普·迪克努瓦 | PS社会党 →DVG左翼无党派人士 |

### 各级选举
| 阿尔讷历届投票选举结果 | 阿尔讷历届投票选举结果 | 阿尔讷历届投票选举结果 | 阿尔讷历届投票选举结果          | 阿尔讷历届投票选举结果          | 阿尔讷历届投票选举结果 | 阿尔讷历届投票选举结果          | 阿尔讷历届投票选举结果          | 阿尔讷历届投票选举结果 | 阿尔讷历届投票选举结果 |
| 选举项目               | 选举范围               | 选区单位               | 选区单位内的选举结果            | 选区单位内的选举结果            | 选区单位内的选举结果   | 选区单位内的选举结果            | 选区单位内的选举结果            | 选区单位内的选举结果   | 参考资料               |
| 选举项目               | 选举范围               | 选区单位               | 第一轮胜出者                    | 第一轮胜出者                    | 支持率                 | 第二轮胜出者                    | 第二轮胜出者                    | 支持率                 | 参考资料               |
| ---------------------- | ---------------------- | ---------------------- | ------------------------------- | ------------------------------- | ---------------------- | ------------------------------- | ------------------------------- | ---------------------- | ---------------------- |
| 2017年法國總統選舉     | 法國                   | 市镇                   |                                 | 玛丽娜·勒庞                     | 43.04%                 |                                 | 玛丽娜·勒庞                     | 61.24%                 | [ 24 ]                 |
| 2017年法国立法选举     | 加来海峡省第三选区     | 市镇                   |                                 | 若塞·埃夫拉尔                   | 40.37%                 |                                 | 若塞·埃夫拉尔                   | 59.98%                 | [ 24 ]                 |
| 2019年欧洲议会选举     | 法國                   | 市镇                   |                                 | 若尔丹·巴尔代拉                 | 48.56%                 | （不适用）                      | （不适用）                      | （不适用）             | [ 26 ]                 |
| 2021年法国省级选举     |                        | 县                     |                                 | 瓦莱丽·屈维利耶 菲利普·迪克努瓦 | 49.06%                 |                                 | 瓦莱丽·屈维利耶 菲利普·迪克努瓦 | 57.24%                 | [ 27 ] [ 28 ]          |
| 2021年法国省级选举     | 市镇                   |                        | 瓦莱丽·屈维利耶 菲利普·迪克努瓦 | 51.16%                          |                        | 瓦莱丽·屈维利耶 菲利普·迪克努瓦 | 57.41%                          |                        | [ 27 ] [ 28 ]          |
| 2021年法国大区选举     | 上法蘭西大區           | 市镇                   |                                 | 塞巴斯蒂安·舍尼                 | 40.23%                 |                                 | 塞巴斯蒂安·舍尼                 | 42.49%                 | [ 29 ]                 |
| 2022年法国总统选举     | 法國                   | 市镇                   |                                 | 玛丽娜·勒庞                     | 47.44%                 |                                 | 玛丽娜·勒庞                     | 65.61%                 | [ 24 ]                 |
| 2022年法国立法选举     | 加来海峡省第三选区     | 市镇                   |                                 | 布吕诺·克拉韦                   | 45.63%                 |                                 | 布吕诺·克拉韦                   | 58.74%                 | [ 24 ]                 |
| 2024年欧洲议会选举     | 法國                   | 市镇                   |                                 | 若尔丹·巴尔代拉                 | 56.27%                 | （不适用）                      | （不适用）                      | （不适用）             | [ 24 ]                 |
| 2024年法国立法选举     | 加来海峡省第三选区     | 市镇                   |                                 | 布吕诺·克拉韦                   | 55.36%                 | （不适用）                      | （不适用）                      | （不适用）             | [ 24 ]                 |

## 人口
2021年，阿尔讷市镇人口数量为12,317，在法国排名第806位。其中男性5,796人，女性6,521人，75岁及以上人口占8.1%，外籍人口数量为399人，人口密度为1,145人/平方公里，当地居民被称为（男性）或（女性）。2022年，阿尔讷境内出生143人，死亡人口166人。
| 阿尔讷1901年－2021年人口变化情况 |
|                                  |
| 数据来源：Cassini、INSEE         |

## 经济
截至2024年10月，阿尔讷市镇范围内共有各类用人单位（包含自雇）990家，平均历史为15年，其中96.85%为中小型企业（PME），2024年8月至10月间，当地的经济活力指数为0。（汽车配件制造）、（土豆加工储藏）及（预制板制造）是当地2022年已公布营业额最高的三个企业，分别为374,306,630欧元、250,572,561欧元和206,038,242欧元。

## 财政与居民收入
2022年，阿尔讷的财政收入总额为17,845,500欧元，财政支出总额为16,707,900欧元，当年的债务总额为6,215,260欧元。2022年，阿尔讷市镇通过增值税获得339,360欧元的收入，此外当地还共获得了463,280欧元的国家直接财政补助。
| 阿尔讷居民收入情况                               | 阿尔讷居民收入情况 | 阿尔讷居民收入情况    | 阿尔讷居民收入情况 |
| 内容                                             | 阿尔讷             | 法国                  | 统计年份           |
| ------------------------------------------------ | ------------------ | --------------------- | ------------------ |
| 征税家庭总数                                     | 5,030              | 1,081（法国市镇平均） | 2022年             |
| 居民平均月收入                                   | 1,992欧元          | 2,435欧元             | 2022年             |
| 高级职员人均月收入                               | 3,344欧元          | 4,331欧元             | 2021年             |
| 中级职员人均月收入                               | 2,295欧元          | 2,470欧元             | 2021年             |
| 普通职员人均月收入                               | 1,654欧元          | 1,801欧元             | 2021年             |
| 贫困率                                           | 26%                | 14.5%                 | 2020年             |
| 青壮年（15至64岁）失业率                         | 17.1%              | 7.4%                  | 2020年             |
| 征税家庭数量占比                                 | 29.3%              | 45.5%                 | 2020年             |
| 家庭年均纳税                                     | 1,894欧元          | 4,393欧元             | 2022年             |
| 资料来源：INSEE、L'Internaute、Le Journal du Net |                    |                       |                    |

## 社会事务

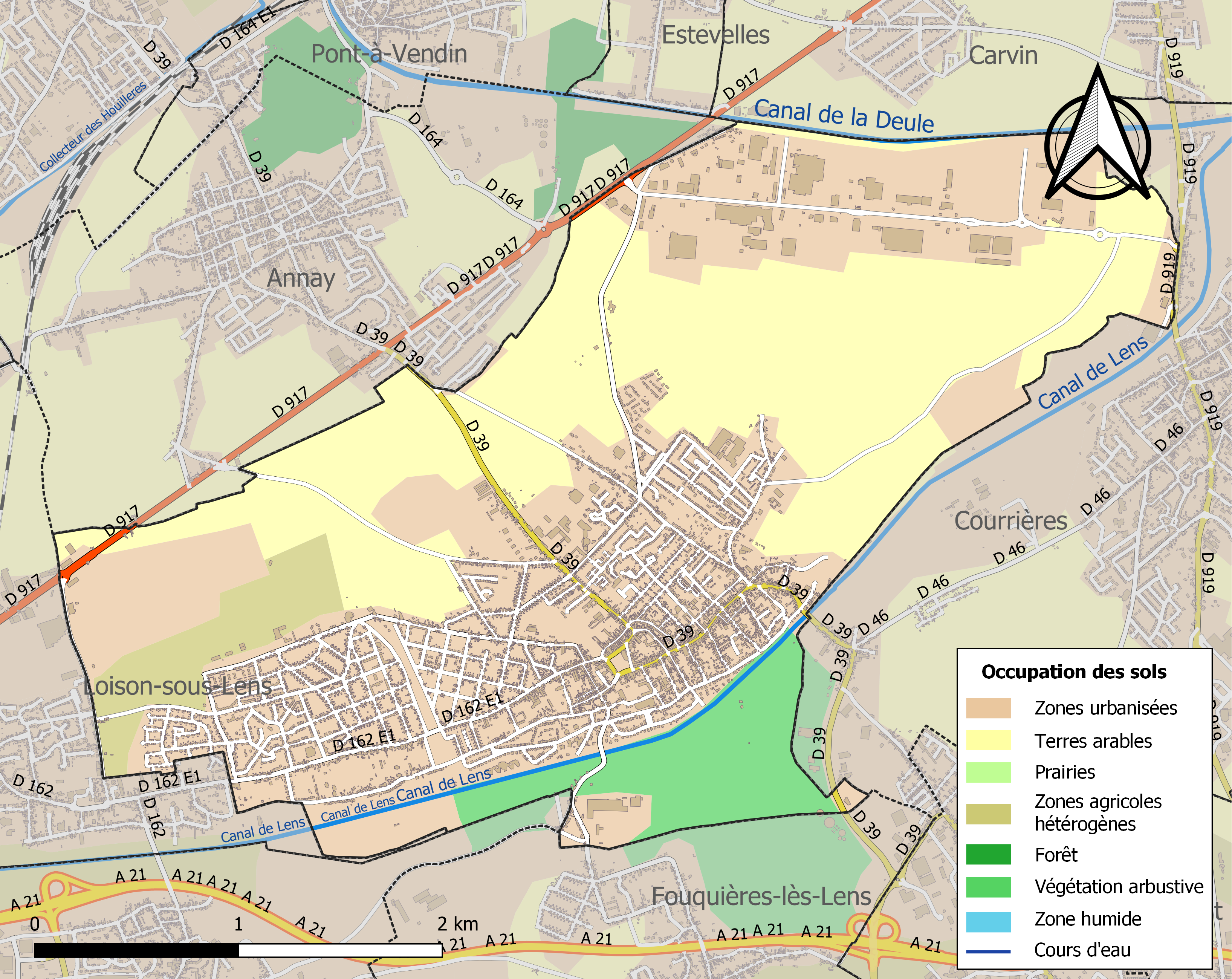
阿尔讷土地利用情况地图

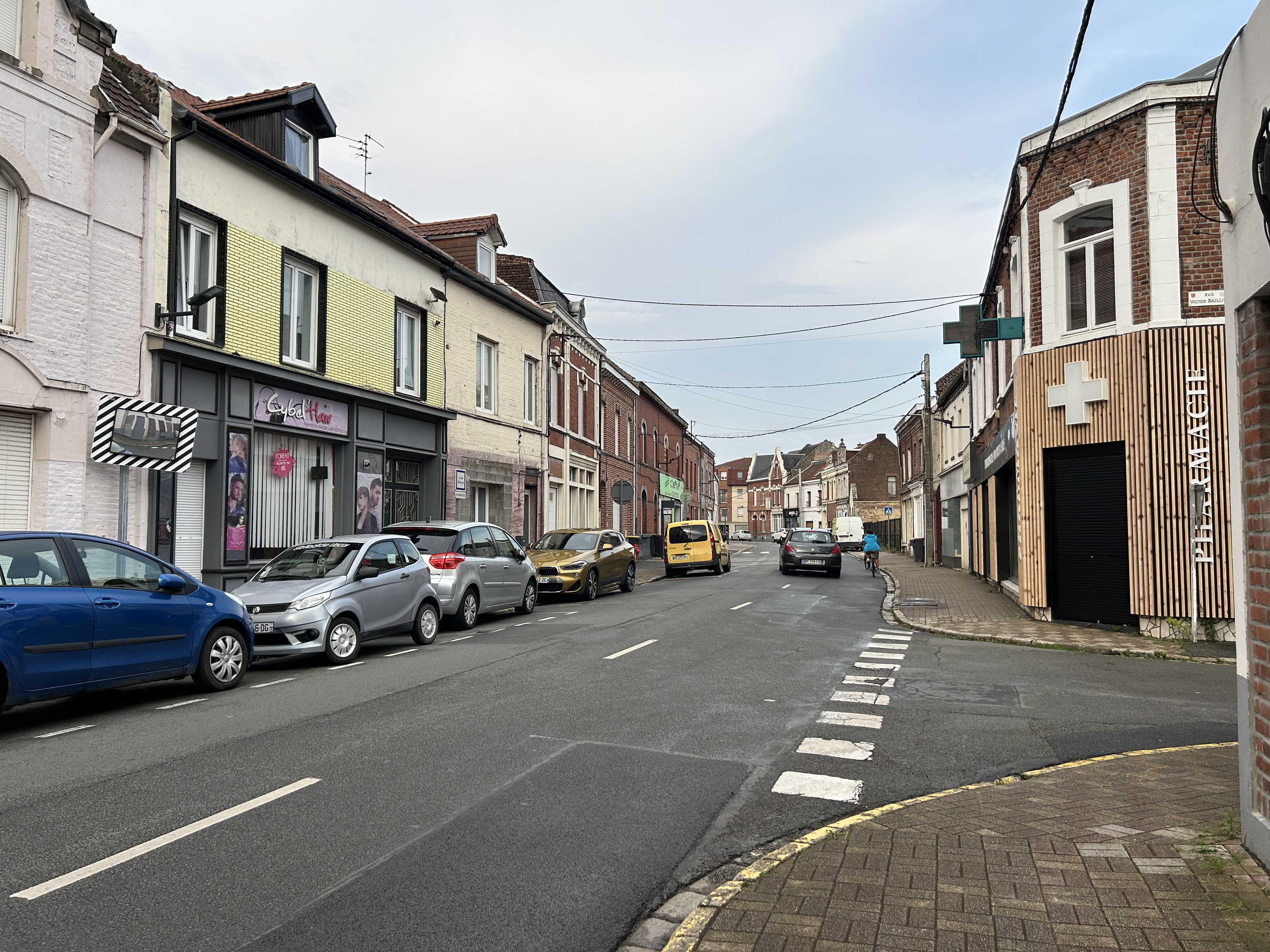
菲西耶街两侧的商铺

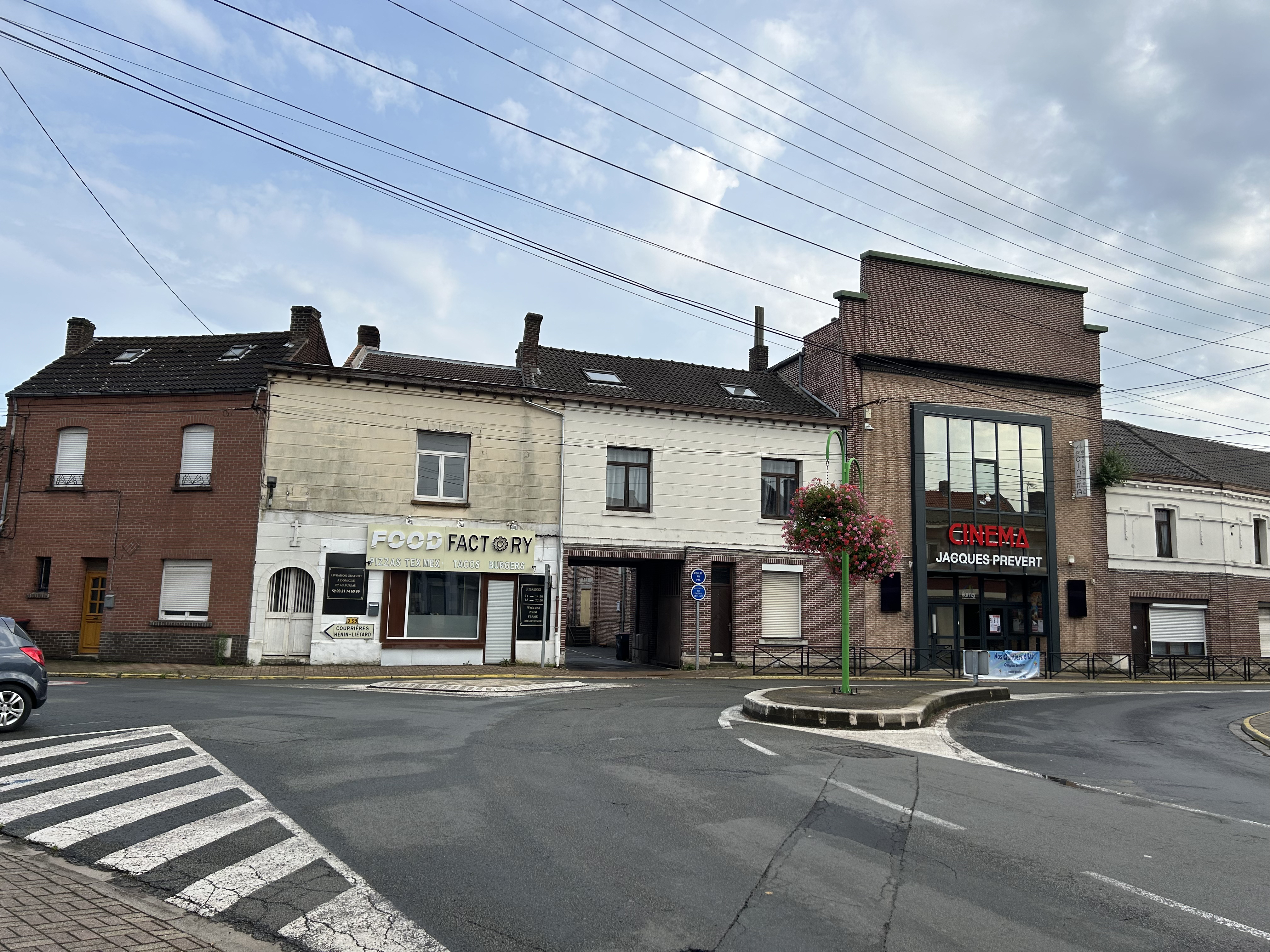
蒙索莱米讷街口

### 教育
阿尔讷属于里尔学区。截至2023年1月1日，阿尔讷境内共有4所幼儿园、5所小学和1所初级中学。2022至2023学年度，阿尔讷境内共有在校中等教育阶段学生569名。

### 医疗
截至2023年1月1日，阿尔讷境内共有全科医生15名、保健师10名、牙医6名、护士20名和助产士3名。境内共有药房5家、养老院2家。
距离阿尔讷最近的区域性医疗机构为朗斯中心医院，其主病区医院位于朗斯市区北侧，距离阿尔讷市区的正常车程大约13分钟，该院设有床位882个。

### 住房
2021年，阿尔讷境内共有各类住房5,724套，其中84.8%为独立式住宅，15.0%为集中式住宅。常住房屋占阿尔讷市镇范围内居民建筑总量的92.6%。
在住房保障政策方面，2023年，阿尔讷境内共有2,935户家庭获得了家庭津贴补助，受益人数占总人口数量的23.8%，其中1,425份为房租补助。

### 商业
2021年，阿尔讷境内共有各类实体商铺166家，其中餐厅14家、大型超市5家、杂货店4家、面包房7家、肉铺3家、书店1家、银行门店5家、美容美发店13家、汽车维修店15家。阿尔讷镇中心北部建有一家欧尚超市。

### 体育
2023年，阿尔讷境内共有1家游泳池、6间体育馆、1座综合体育场、1处网球场、2处足球或橄榄球场以及1处篮球或排球场。
截至2024年10月，阿尔讷体育会（Union Association Sportive Harnésienne，编号504861）是阿尔讷境内唯一的一家注册足球俱乐部，该俱乐部成立于1990年，其主队2024至2025赛季参加加来海峡省足球联赛甲组（法国第九级别），其主场为莫里斯·布特米球场（Stade Maurice Bouthemy）。

### 环境
阿尔讷的环境事务由其所属的朗斯-列万城市圈公共社区联合各级政府协调负责。2021年，阿尔讷境内共有7家污染企业。

### 治安
阿尔讷及其附近的共34个市镇是朗斯警区（zone police de Lens）的管辖范围。2020年，该警区累计记录各类案件16,680起，其中盗窃类案件8,720起，经济类案件1,622起，毒品交易类案件935起。

## 文化

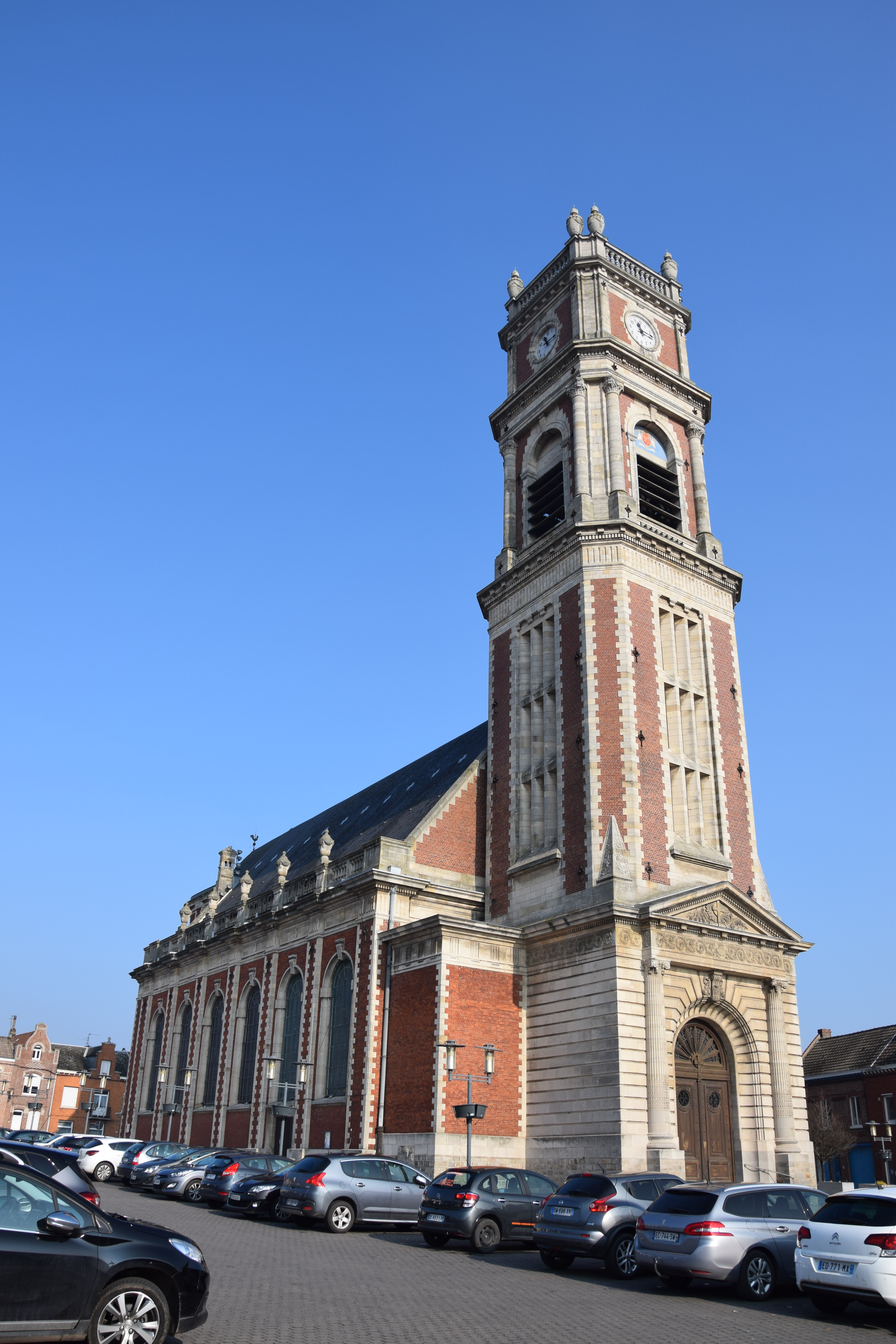
圣马丁教堂

2023年，阿尔讷境内共有1家博物馆。阿尔讷境内建有拉苏尔斯多媒体中心（Médiathèque La Source），每周一至六向公众开放。

### 建筑
阿尔讷境内有多处历史建筑，其中镇中心的圣马丁教堂是当地的地标性建筑物。

### 旅游
阿尔讷的旅游事务由其所属的朗斯-列万城市圈公共社区联合各级政府协调负责。2024年，阿尔讷境内暂无任何游客接待设施。

### 媒体
法国主要的媒体均可在阿尔讷接收，法国电视三台下属的上法兰西大区频道在部分时段播出阿尔讷所在加来海峡省的地方新闻。《北部之声报》、蓝色法兰西北方广播、Wéo电视台等是当地的主要地方性媒体。

## 友好城市
截至2024年10月，阿尔讷共与四座城市建立了友好城市关系：
- 德国 福格特兰地区法尔肯施泰因
- 波蘭 Chrzanów
- 布吉納法索 Kabouda
- 埃罗省 旺德尔